# Lista najwyższych budynków w Trójmieście
Najwyższe budynki w Trójmieście – najwyższym budynkiem w Trójmieście jest biurowiec Olivia Star (Gdańsk). Drugie miejsce zajmuje południowa wieża Sea Towers (Gdynia), a trzecie wieżowiec Centrum Biurowe Neptun (Gdańsk). Na czwartym miejscu znajduje się Bazylika Mariacka (Gdańsk). Kolejne trzy wieżowce położone są w gdańskim Śródmieściu. Dodatkowo na liście wysokościowców wchodzących w skład najwyższych budynków w Trójmieście figurują też nowo budowane apartamentowce, znajdujące się w różnych częściach Trójmiasta, z reguły przekraczające 50 metrów wysokości całkowitej.
W planach jest budowa kolejnych wysokościowców w Gdańsku, głównie w centrum na poprzemysłowych obszarach Młodego Miasta. Dużym problemem jest bliskie sąsiedztwo historycznej zabudowy Głównego Miasta, przez co występują trudności z uzyskaniem zgody od lokalnego konserwatora zabytków na ich budowę. Problematyka lokalizacji budynków wysokościowych w Gdańsku została opracowana w 2008 roku przez Biuro Rozwoju Gdańska w dokumencie Studium Lokalizacji Obiektów Wysokościowych.

## Najwyższe budynki
| Pozycja | Nazwa                                                    | Zdjęcie | Adres                           | Wysokość całkowita (m) | Kondygnacje | Funkcja                      | Rok ukończenia budowy |
| ------- | -------------------------------------------------------- | ------- | ------------------------------- | ---------------------- | ----------- | ---------------------------- | --------------------- |
| 1.      | Olivia Star                                              |         | Gdańsk Oliwa                    | 180 m                  | 35          | Biurowa                      | 2018                  |
| 2.      | Sea Towers, wieża południowa                             |         | Gdynia Śródmieście              | 141,6 m                | 36          | Mieszkalna                   | 2009                  |
| 3.      | Organika Trade                                           |         | Gdańsk Śródmieście              | 100 m                  | 20          | Biurowa                      | 1980                  |
| 4.      | Sea Towers, wieża północna                               |         | Gdynia Śródmieście              | 91 m                   | 28          | Mieszkalna                   | 2009                  |
| 5.      | Zieleniak                                                |         | Gdańsk, Śródmieście             | 90 m                   | 17          | Biurowa                      | 1971                  |
| 6.      | Centrum Biurowe Neptun                                   |         | Gdańsk Wrzeszcz                 | 85 m                   | 19          | Biurowo-usługowa             | 2014                  |
| 7.      | Bazylika Mariacka Wniebowzięcia Najświętszej Maryi Panny |         | Gdańsk Śródmieście              | 82 m                   | –           | Sakralna                     | 1502                  |
| 8.      | Hotel Mercure Gdańsk Stare Miasto                        |         | Gdańsk Śródmieście              | 70 m                   | 19          | Hotelowa                     | 1979                  |
| 9.      | Altus                                                    |         | Gdynia Redłowo                  | 60 m*                  | 19          | Mieszkalna/handlowo-usługowa | 2012                  |
| =       | Budynek mieszkalny ul. Chłopska 7                        |         | Gdańsk Przymorze                | 60 m                   | 19          | Mieszkalna                   | 1980                  |
| =       | Budynek mieszkalny ul. Lęborska 21                       |         | Gdańsk Przymorze                | 60 m                   | 19          | Mieszkalna                   | 1979                  |
| =       | Marina Primore, Karawela                                 |         | Gdańsk Przymorze                | 60 m                   | 19          | Mieszkalna                   | 2008                  |
| 13.     | Albatross Towers                                         |         | Gdańsk Przymorze                | 4 × 55 m               | 4 × 18      | Mieszkalna                   | 2016                  |
| =       | Brętowska Brama                                          |         | Gdańsk Wrzeszcz                 | 55 m                   | 18          | Mieszkalna                   | 2009                  |
| =       | Centralpark                                              |         | Gdańsk Piecki-Migowo            | 6×55m                  | 4 × 18      | Mieszkalna                   | 2012-2017             |
| =       | Cztery Oceany                                            |         | Gdańsk Przymorze                | 4 × 55 m               | 4 × 18      | Mieszkalna                   | 2011-2017             |
| =       | Horyzont I                                               |         | Gdańsk Przymorze                | 55 m                   | 17          | Mieszkalna                   | 2006                  |
| =       | Horyzont II                                              |         | Gdańsk Przymorze                | 55 m                   | 17          | Mieszkalna                   | 2006                  |
| =       | Horyzont III                                             |         | Gdańsk Przymorze                | 55 m                   | 17          | Mieszkalna                   | 2006                  |
| =       | Olimp                                                    |         | Gdańsk Wrzeszcz                 | 55 m                   | 17          | Mieszkalna                   | 1969                  |
| =       | Olivia Six                                               |         | Gdańsk Oliwa                    | 55 m                   | 15          | Biurowa                      | 2015                  |
| =       | Quattro Towers                                           |         | Gdańsk Wrzeszcz                 | 4 × 55 m               | 4 × 17      | Mieszkalna                   | 2011                  |
| =       | Redłowska Kaskada                                        |         | Gdynia Redłowo                  | 55 m                   | 17          | Mieszkalna                   | 2006                  |
| =       | Redłowski Stok – budynek A                               |         | Gdynia Redłowo                  | 55 m                   | 17          | Mieszkalna                   | 2003                  |
| =       | Trzy Żagle (A)                                           |         | Gdańsk Przymorze Wielkie        | 55 m                   | 17          | Mieszkalna                   | 2010                  |
| =       | Trzy Żagle (B)                                           |         | Gdańsk Przymorze Wielkie        | 55 m                   | 17          | Mieszkalna                   | 2010                  |
| =       | Trzy Żagle (C)                                           |         | Gdańsk Przymorze Wielkie        | 55 m                   | 17          | Mieszkalna                   | 2011                  |
| =       | Witawa                                                   |         | Gdynia Witomino                 | 55 m                   | 17          | Mieszkalna                   | 2003                  |
| 29.     | Gdynia Waterfront                                        |         | Gdynia Śródmieście              | 54 m                   | 11          | Biurowa                      | 2015                  |
| 30.     | Alchemia                                                 |         | Gdańsk Oliwa                    | 50 m                   | 11          | Biurowa                      | 2014                  |
| =       | Dom Towarowy Chylonia                                    |         | Gdynia Chylonia                 | 50 m*                  | 15          | Mieszkalna                   | 1993                  |
| =       | Lighthouse                                               |         | Gdynia Wzgórze Św. Maksymiliana | 50 m*                  | 12          | Mieszkalna                   | 2013                  |

* – wysokość w przybliżeniu

## Budynki w budowie
| Pozycja | Nazwa    | Zdjęcie | Adres                                | Wysokość całkowita | Kondygnacje | Funkcja    | Zaplanowany rok ukończenia budowy |
| ------- | -------- | ------- | ------------------------------------ | ------------------ | ----------- | ---------- | --------------------------------- |
| 1       | Sky City |         | Gdynia Wzgórze Świętego Maksymiliana | 120 m              | –           | Mieszkalna | –                                 |
| 2       | Big Boy  |         | Gdańsk Przymorze                     | 99 m               | 29          | Mieszkalna | 2028                              |